# بيري وليامز
بيري وليامز (بالإنجليزية: Perry Williams)‏ هو لاعب كرة قدم أمريكية أمريكي، ولد في 12 مايو 1961 في هاملت في الولايات المتحدة.

## وصلات خارجية
- بيري وليامز على موقع مرجع كرة القدم المحترفة.كوم (الإنجليزية)